# 비뇨계

비뇨계(泌尿系, 영어: urinary system, urinary tract, renal system)은 동물의 체내 대사 활동의 결과로 생성된 각종 노폐물을 오줌을 통해 체외로 배설하는 작용을 담당하는 기관계이다. 주요 기능은 노폐물의 배설, 수분 조절 및 항상성 유지이다.

## 비뇨기관의 구조

### 콩팥(신장)
콩팥은 후복벽에 밀착해 있는 기관으로, 길이는 10cm, 너비는 5cm, 두께는 3cm 정도이고, 무게는 100g이다. 안쪽 테두리 중앙에 움푹 팬 곳이 있는데, 이곳으로 혈관이 드나들고 요관이 나가기 때문에 이 부분을 신문(腎門)이라 한다. 콩팥의 상부 안쪽에는 삼각형 비슷한 편평한 장기가 덮여 있는데, 이를 신상체 또는 부신(副腎)이라 한다. 이것은 내분기관이며, 비뇨계 장기는 아니다. 그러나 거기에서 분비되는 호르몬이 있는 것(알드스테론)은 신장의 기능 조절에 직접 관계하고 있다. 이들 장기는 복강 속에서 복막강 바깥(등쪽)에 있으며, 두꺼운 지방 조직 속에 들어 있다. 포유류의 콩팥은 진화 과정에서 전신(前腎)·중신(中腎)·후신(後腎)의 3단계를 거치고 있다. 인간도 태아기에 먼저 전신이 나타나지만 이내 소실되고, 중신도 나타나자마자 퇴화해 버린다. 그러나 마지막의 후신은 발달하여 신장이 된다. 퇴화된 중신의 일부는 생식기 근처에 남아 있는 경우가 있다.

#### 콩팥의 내부 구조
콩팥은 약 100만 개의 네프론(신단위)이 밀집해 있는 것으로, 여기에 분포하는 혈관과 함께 결합 조직의 피막으로 둘러싸여 있다. 네프론은 그 한쪽 끝에 신소체라는 구상(球狀)의 구조가 있으며, 거기에서 가늘고 긴 관(요세관)이 구불구불 뻗어 있다. 관의 말단은 다른 네프론 관과 합류하여 약간 굵은 관(집합관)이 되고, 그 말단은 신우로 열려 있다.

#### 신소체
신소체(腎小體)는 지름이 0.15-0.25mm인 구체(球體)이다. 내부에는 세동맥(細動脈)에서 분기한 모세혈관이 실패 모양으로 들어 있으며(사구체), 이것이 이중 막으로 둘러싸여 있다(사구체낭 또는 보먼낭). 사구체의 모세혈관은 그물 모양의 덩어리로 되어 있으며, 관벽 곳곳에는 작은 구멍이 나 있어 그곳을 족(足)세포 돌기가 막고 있다. 보먼낭(囊)은 맹관(盲管)의 말단부에 홈이 패여 발생한 것으로, 안팎의 두 겹의 막으로 되어 있다. 처음에는 단층 입방 상피인데 신소체의 성숙과 함께 바깥쪽 막은 단층 편평 상피가 되어 혈관이 드나드는 곳에서 구부러져 안쪽 막으로 이어진다. 안쪽 막의 상피는 극단적으로 분화·변형되어 사구체의 모세혈관에 붙어 있다. 다시 말해서 개개의 세포는 세포질의 변연부에서 많은 지상(指狀) 돌기(발)가 나와 그 끝이 모세혈관 구멍에 뚜껑을 덮듯이 부착한다. 이 세포는 많은 발을 갖고 있는 데서 족세포라고 한다. 혈액 속의 체액 성분은 그 함유 물질과 함께 사구체 모세혈관에서 여과에 의해 보먼낭의 두 겹의 막 사이로 스며나온다. 그때 족세포가 어떤 역할을 하는지는 밝혀지지 않았다. 보먼낭 바깥쪽의 막은 혈관이 드나드는 부분과 반대 지점에서 요세관에 이어져 있기 때문에 스며나온 액체는 요세관으로 흘러들어간다.

### 요관
콩팥이 배출한 오줌을 방광까지 운반하는 관을 요관(尿管)이라 한다. 요관은 신문 내부에서 시작되는데, 그곳은 상당히 넓은 방처럼 되어 있어 신반(腎盤) 또는 신우(腎盂)라 한다. 요관은 전체 길이가 약 30cm로, 신문을 나와 후복벽을 하행하여 방광 아래쪽(방광저)에 도달한다. 요관도 소화관 등과 마찬가지로 가장 안쪽층에 점막, 이어서 근육층, 가장 바깥층에 결합 조직으로 된 막이 있다. 점막은 이행 상피라고 하며, 요관과 방광에서만 볼 수 있으며, 특수한 세포 구조를 갖고 있다. 이 점막에는 소화관과 달리 세로 주름이 발달해 있다. 근육층은 소화관과 반대로 내종층과 외륜층으로 되어 있으며, 일부는 외륜층 바깥에 외종층을 볼 수 있는 곳도 있다. 오줌은 이들 근육의 적극적인 작용에 의해 방광으로 보내진다.

### 방광
방광(放曠)은 골반강의 앞쪽에 있으며, 오줌을 담아두는 주머니 모양의 기관이다. 앞쪽의 가운뎃부분 상단에는 태아기의 요막관(尿膜管)이 퇴화한 것이 붙어 있다. 주위의 결합 조직 속에는 신경망과 정맥망이 잘 발달해 있고, 좌우에서 방광을 떠받치듯이 분포하고 있다. 방광저에는 좌우에서 두 개의 요관이 들어오며, 중앙에서 하나의 요도(尿道)가 나간다. 방광저를 내부에서 보면 요관과 요도의 개구부가 삼각형 위치 관계로 벌어져 있기 때문에 이를 방광 삼각이라 한다. 방광벽도 점막·근육층·외막의 3층으로 되어 있다. 점막은 요관과 마찬가지로 이행 상피이며, 끊임없이 확장과 수축을 반복하는 구조를 갖고 있다. 근육층은 외종층과 외륜층 외에 가장 안쪽에 엷은 종근층이 있다. 내륜층은 방광저의 요도가 나가는 부분이 특히 두꺼우며 잘 발달해 있어서 이를 방광 괄약근이라 한다. 요관은 방광벽을 비스듬히 관통하고 있으며, 판은 없으나 방광이 확장되면 자연히 닫혀 오줌이 역류하지 않도록 한다.

### 요도
요도(尿道)는 남성과 여성이 현저하게 다른 경로를 갖고 있다. 여성의 경우는 전체 길이가 3-4cm로, 질(膣) 안쪽 벽을 따라 직진하여 질 전정으로 열린다. 개구부(외요도구) 주위에 가로무늬근성의 외요도 괄약근이 있다. 남성은 방광을 나오자마자 전립선 속으로 들어가 그 중앙을 관통하여 아래쪽 끝에 닿으면 약 45(전방으로 구부러져 음경의 요도 해면체에 들어가 음경의 아래쪽을 따라 나아가 귀두(龜頭) 끝으로 열린다. 그래서 전체 길이가 15-18cm나 되는데, 음경에 이르기 직전까지는 약 3cm로, 여성의 요도와 거의 같은 길이이다. 음경 내부의 요도는 원래는 생식 물질(정액)을 내보내는 관인데, 이것을 비뇨기가 빌려서 오줌을 내보낸다. 남성의 외요도 괄약근은 전립선 바로 밑의 요도 주변에 있다. 요도의 점막은 이행 상피가 아니다. 또 원래의 요도가 있던 부분에는 근육층이 있는데, 음경 속의 요도에는 근육이 없다.

## 비뇨기계 질환
- 신부전증
- 신결석
- 신우염
- 사구체신염
- 요로감염
- 요도염
- 요로폐쇄
- 방광염

## 같이 보기
- 비뇨의학과 - 비뇨기 질환을 담당
- 배설계